# Enzo Osella
Vincenzo "Enzo" Osella, född 26 augusti 1939 i Cambiano, Piemonte, är en italiensk racerförare. Han är även grundare av formel 1-stallet Osella.